# Ito Daisuke
Daisuke Ito (伊藤 大介, sinh ngày 18 tháng 4 năm 1987) là một cầu thủ bóng đá người Nhật Bản thi đấu ở vị trí tiền vệ trung tâm cho Fagiano Okayama FC. Anh còn được biết đến như là một chuyên gia đá phạt. 

## Thống kê câu lạc bộ
Cập nhật đến ngày 23 tháng 2 năm 2018.
| Thành tích câu lạc bộ | Thành tích câu lạc bộ | Thành tích câu lạc bộ | Giải vô địch | Giải vô địch | Cúp                   | Cúp                   | Tổng cộng | Tổng cộng |
| Mùa giải              | Câu lạc bộ            | Giải vô địch          | Số trận      | Bàn thắng    | Số trận               | Bàn thắng             | Số trận   | Bàn thắng |
| Nhật Bản              | Nhật Bản              | Nhật Bản              | Giải vô địch | Giải vô địch | Cúp Hoàng đế Nhật Bản | Cúp Hoàng đế Nhật Bản | Tổng cộng | Tổng cộng |
| --------------------- | --------------------- | --------------------- | ------------ | ------------ | --------------------- | --------------------- | --------- | --------- |
| 2010                  | JEF United Chiba      | J2 League             | 11           | 0            | 2                     | 0                     | 13        | 0         |
| 2011                  | JEF United Chiba      | J2 League             | 24           | 2            | 2                     | 0                     | 26        | 2         |
| 2012                  | JEF United Chiba      | J2 League             | 25           | 2            | 4                     | 0                     | 29        | 2         |
| 2013                  | JEF United Chiba      | J2 League             | 23           | 1            | 1                     | 0                     | 24        | 1         |
| 2014                  | Oita Trinita          | J2 League             | 40           | 6            | 2                     | 0                     | 42        | 6         |
| 2015                  | Fagiano Okayama       | J2 League             | 35           | 4            | 1                     | 0                     | 36        | 4         |
| 2016                  | Fagiano Okayama       | J2 League             | 42           | 5            | 2                     | 0                     | 44        | 5         |
| 2017                  | Fagiano Okayama       | J2 League             | 24           | 1            | 1                     | 0                     | 25        | 1         |
| Tổng                  | Tổng                  | Tổng                  | 224          | 20           | 15                    | 0                     | 239       | 20        |